# Martina Mencaccini
Martina Mencaccini (Urbino, 27 marzo 1987) è una giocatrice di calcio a 5 ed ex calciatrice italiana, atleta del Flaminia.
Ha disputato la prima parte della carriera nel calcio femminile a 11, principalmente nella Vigor Senigallia, lasciando il ruolo di centrocampista per intraprendere la nuova disciplina sportiva.

## Carriera

### Calcio a 5

#### Club
Dalla stagione 2013-2014 Mencaccini sottoscrive un accordo con il Falconara per giocare nel campionato italiano di calcio a 5 femminile. Veste la maglia della società di per tre stagioni dove, impiegata in 67 occasioni, segna 67 reti.
Nella successiva estate decide di condividere il percorso del Real Lions Ancona, trovando un accordo per disputare il campionato di Serie A 2016-2017, nel secondo livello del campionato nazionale.
Durante il futsalmercato estivo 2017 decide di trasferirsi al neopromosso Flaminia per tornare a giocare nel livello di vertice del campionato italiano.

#### Nazionale
Nell'estate 2015 Mencaccini viene convocata dal tecnico Roberto Menichelli nella neofondata nazionale italiana di calcio a 5 femminile per il primo incontro ufficiale del 25 giugno dove, al Foro Italico di Roma le Azzurre superano per 5-0 la pari rappresentativa dell'Ungheria.

## Palmarès
- Campionato italiano: 1

Bardolino Verona: 2007-2008
- Supercoppa italiana: 1

Bardolino Verona: 2007